# Fregaty typu Almirante Clemente
Fregaty typu Almirante Clemente – typ fregat (początkowo klasyfikowanych jako lekkie niszczyciele)   z okresu zimnej wojny, budowanych we włoskiej stoczni Ansaldo w Livorno na eksport. W latach 1954–1958 zbudowano sześć okrętów tego typu dla Wenezueli oraz dwa dla Indonezji. Jednostki weszły w skład Marynarki Wojennej Wenezueli w latach 1956–1957 oraz w skład Sił Morskich Indonezji w 1958 roku. Cztery okręty wenezuelskie i oba indonezyjskie skreślono z listy floty w drugiej połowie lat 70. XX wieku, a dwa – „Almirante Clemente” i „General José Trinidad Moran”, przekazane w 1986 roku Straży Granicznej, zostały wycofane ze służby w latach 2008–2009.

## Projekt i budowa
Fregaty (początkowo klasyfikowane jako lekkie niszczyciele) typu Almirante Clemente zostały zamówione przez Wenezuelę we Włoszech w 1953 (pierwsze trzy jednostki) i 1954 roku (kolejna trójka) . Do budowy jednostek dla oszczędności masowych zastosowano na szeroką skalę stopy aluminium, co jednak sprawiło wiele problemów podczas eksploatacji. Okręty miały klimatyzowane pomieszczenia załogi i stanowiska dowodzenia oraz wyposażono je w stabilizatory Denny-Brown . 
Wszystkie okręty typu Almirante Clemente zbudowane zostały w stoczni Ansaldo w Livorno . Stępki okrętów położono w 1954 roku, zostały wodowane w latach 1954–1956, a ukończono je w latach 1956–1957.
Dwie fregaty nieco tylko zmodyfikowanego typu, różniące się lekkim uzbrojeniem przeciwlotniczym, zostały następnie zamówione przez Indonezję. Ich stępki położono 8 stycznia 1956 roku, obie wodowano 5 maja 1956 roku, a ukończono je w maju 1958 roku. Podobną fregatą była również zbudowana dla Portugalii „Pêro Escobar” (wodowana 25 września 1955 roku), lecz w większym stopniu różniła się uzbrojeniem.
| Okręt                                    | Stocznia                    | Początek budowy             | Wodowanie                   | Wejście do służby           |
| Marynarka wojenna Wenezueli              | Marynarka wojenna Wenezueli | Marynarka wojenna Wenezueli | Marynarka wojenna Wenezueli | Marynarka wojenna Wenezueli |
| ---------------------------------------- | --------------------------- | --------------------------- | --------------------------- | --------------------------- |
| ARV „Almirante Clemente” (D-12)          | Ansaldo                     | 5 maja 1954                 | 12 grudnia 1954             | 4 grudnia 1956              |
| ARV „General Juan José Flores” (D-13)    | Ansaldo                     | 5 maja 1954                 | 7 lutego 1955               | 1956                        |
| ARV „General José Trinidad Moran” (D-22) | Ansaldo                     | 5 maja 1954                 | 12 grudnia 1954             | 10 stycznia 1957            |
| ARV „Almirante Brión” (D-23)             | Ansaldo                     | 12 grudnia 1954             | 4 września 1955             | 1957                        |
| ARV „General José de Austria” (D-32)     | Ansaldo                     | 12 grudnia 1954             | 15 lipca 1956               | 1957                        |
| ARV „Almirante José García” (D-33)       | Ansaldo                     | 12 grudnia 1954             | 12 października 1956        | 1957                        |
| Marynarka wojenna Indonezji              |                             |                             |                             |                             |
| KRI „Iman Bondjol” (250)                 | Ansaldo                     | 8 stycznia 1956             | 5 maja 1956                 | 19 maja 1958                |
| KRI „Surapati” (251)                     | Ansaldo                     | 8 stycznia 1956             | 5 maja 1956                 | 28 maja 1958                |

## Dane taktyczno-techniczne

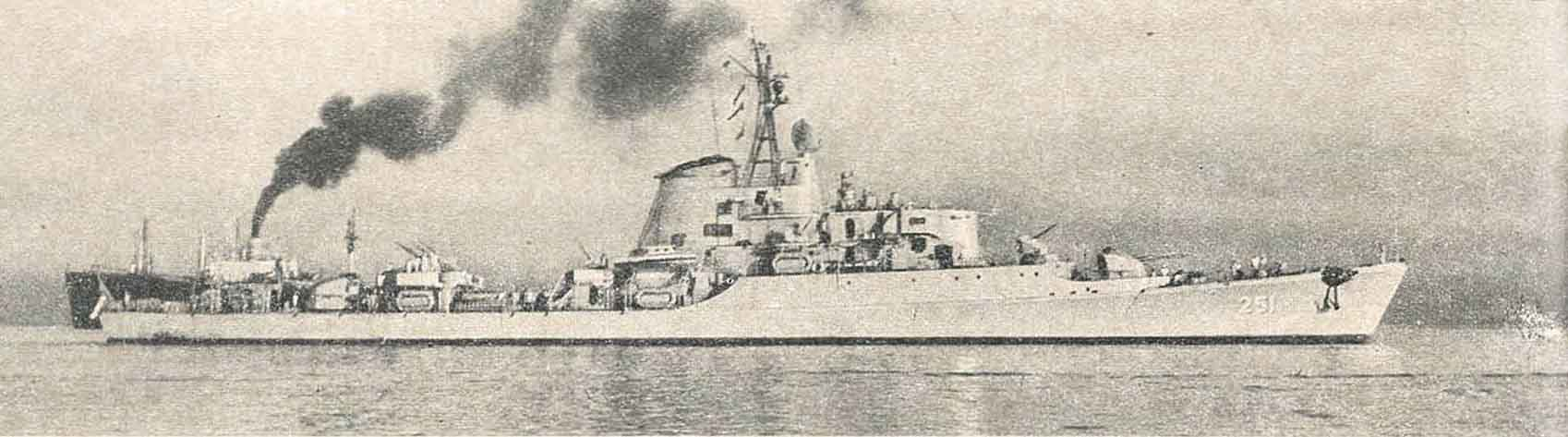
KRI „Surapati” – widoczna sylwetka

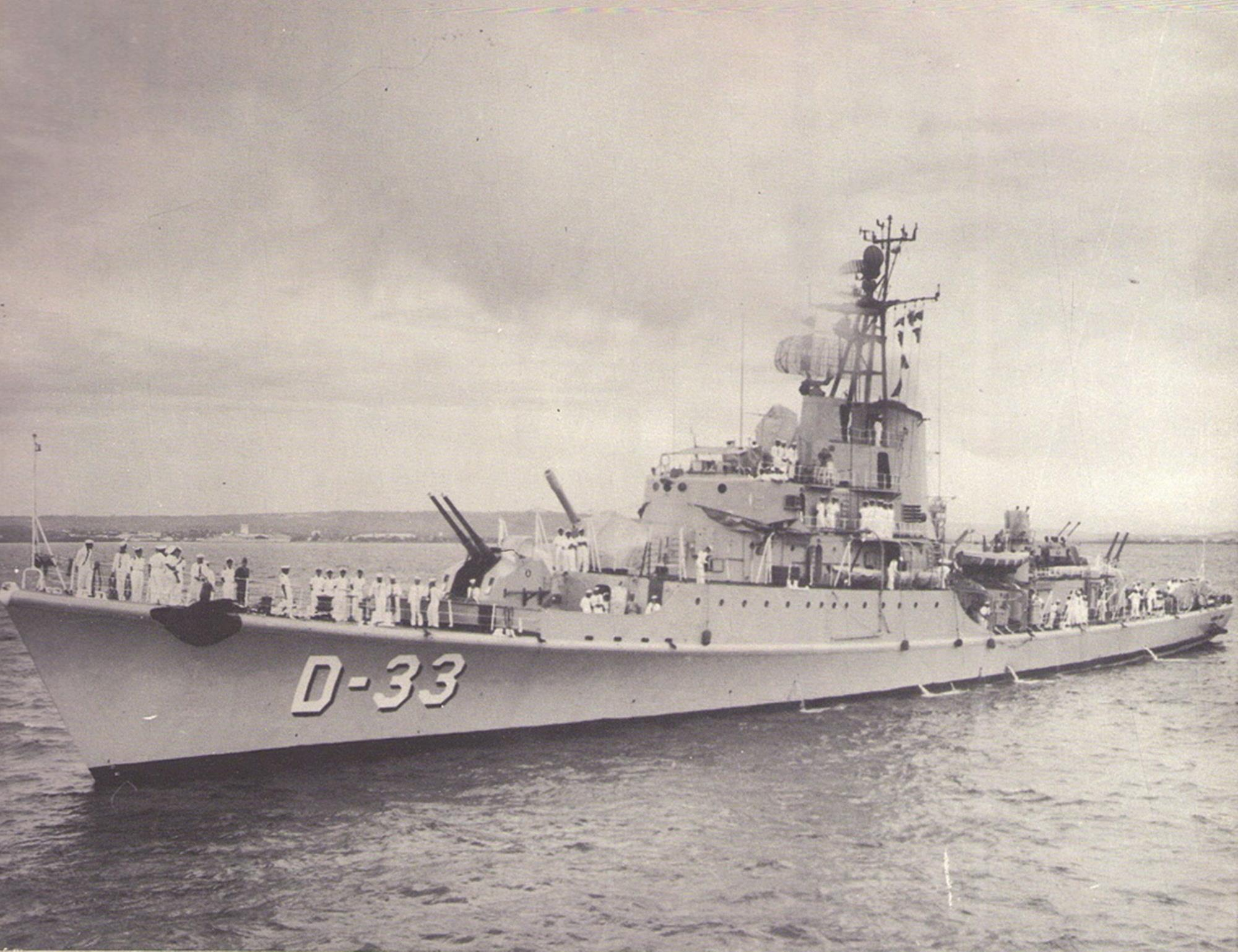
ARV „Almirante José García” po modernizacji, z miotaczem bomb głębinowych za działami dziobowymi

Okręty miały charakterystyczną architekturę, której wyróżniające się elementy stanowiła rozbudowana nadbudówka na śródokręciu, połączona z pojedynczym szerokim, zwężającym się ku górze kominem, oraz mało zabudowany pokład rufowy. Kadłub był gładkopokładowy, ze wzniosem pokładu na dziobie, przy czym dolna kondygnacja nadbudówki stanowiła nadbudowę, ze ścianami stanowiącymi przedłużenie burt. Lekko wybrzuszona dziobnica była silnie wychylona do przodu. Na pokładzie dziobowym umieszczone było dwudziałowe stanowisko artylerii z maską ochronną. Na dachu nadbudówki dziobowej była podstawa radaru i za nią pojedynczy maszt kratownicowy. Na pokładzie za kominem znajdował się pierwotnie aparat torpedowy, a dalej mała pokładówka i drugie stanowisko dział, na około 3/4 długości okrętu, natomiast dalszy pokład do rufy nie był zabudowany.
Długość całkowita fregat wynosiła 99,1 metra, szerokość 10,8 metra i zanurzenie maksymalne 3,4 metra. Wyporność standardowa wynosiła 1300 ts (ton angielskich), a pełna 1500 ts. Dla okrętów indonezyjskich podawano wyporność standardową 1150 ts, a pełną taką samą. Okręty napędzane były przez dwie turbiny parowe Ansaldo-Parsons o łącznej mocy 24 000 KM, do których parę dostarczały dwa kotły Ansaldo-Foster Wheeler . Dwuśrubowy układ napędowy pozwalał osiągnąć prędkość 34 węzłów . Okręty zabierały zapas 350 ton paliwa, co zapewniało zasięg wynoszący 3500 Mm przy prędkości 15 węzłów.
Uzbrojenie artyleryjskie jednostek składało się z czterech automatycznych dział uniwersalnych kalibru 102 mm, kierowanych radarem, w dwóch dwudziałowych stanowiskach. Armaty miały lufy o długości 46 kalibrów (L/46). Silne było uzbrojenie przeciwlotnicze, na które składały się dwa podwójne zestawy armat kalibru 40 mm Bofors Mark 1 L/60 oraz cztery podwójne zestawy działek automatycznych kalibru 20 mm Oerlikon Mark 24 L/70 . Uzbrojenie uzupełniał potrójny aparat torpedowy kal. 533 mm . Broń ZOP stanowiły: dwa 24-pociskowe miotacze Hedgehog Mk 11 oraz cztery miotacze i dwie zrzutnie bomb głębinowych . Wyposażenie radioelektroniczne obejmowało radary SPS-6, SPS-10 i SPG-34 oraz sonar SQS-4 .
Indonezyjskie okręty różniły się uzbrojeniem przeciwlotniczym, które stanowiło sześć działek kalibru 30 mm i sześć działek kalibru 20 mm, wszystkie podwójnie sprzężone.
Załoga pojedynczego okrętu składała się ze 162 osób, w tym 12 oficerów oraz 150 podoficerów i marynarzy. W służbie indonezyjskiej podawana była załoga 200 osób.

## Służba

### Wenezuela

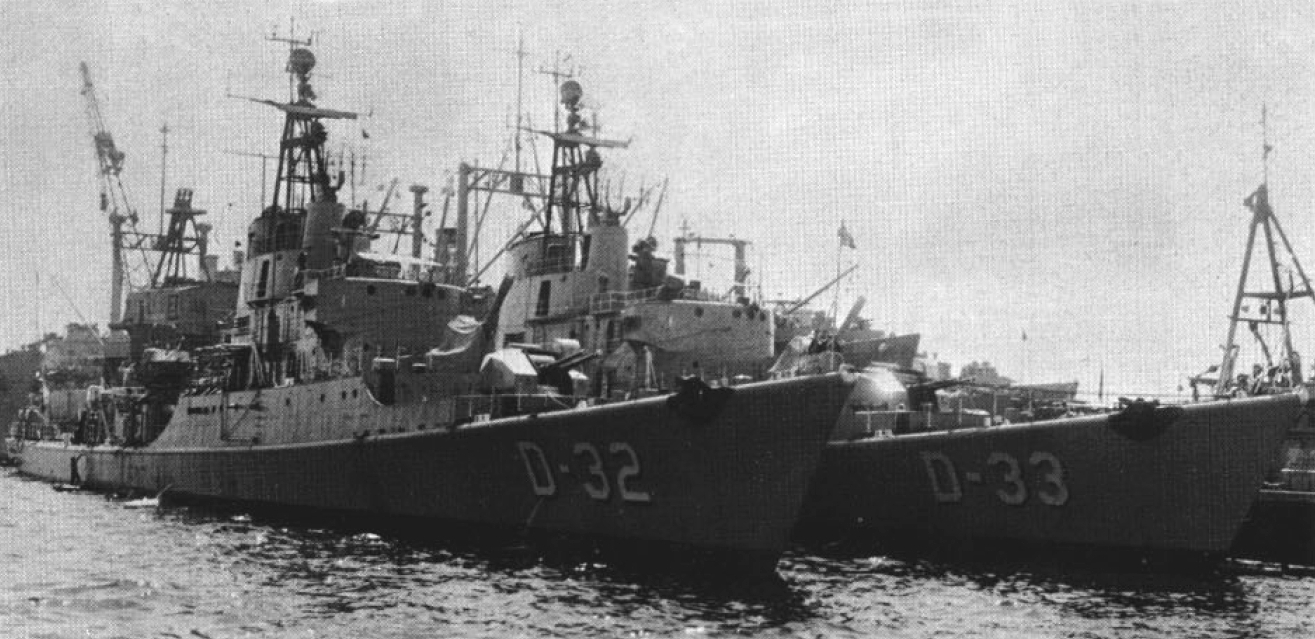
Almirante José García” i „General José de Austria” po modernizacji, w San Diego w 1963 r.

Okręty zostały przyjęte w skład Marynarki Wojennej Wenezueli w latach 1956–1957, otrzymując numery taktyczne D-12, D-13, D-22, D-23, D-32 i D-33 . W 1962 roku w macierzystej stoczni w Livorno na trzech jednostkach („Almirante Brión”, „General José de Austria” i „Almirante José García”) dokonano modernizacji uzbrojenia: zdemontowano wszystkie działka kal. 40 mm i kal. 20 mm, instalując w zamian dwa podwójne zestawy działek kal. 40 mm Breda-Bofors L/70 i miotacz bomb głębinowych kal. 305 mm Menon . Z okrętów zdjęto także wyrzutnie torpedowe i miotacze Hedgehog. Nowy miotacz bomb głębinowych zamontowano na pierwszej kondygnacji nadbudówki, za działami dziobowymi.

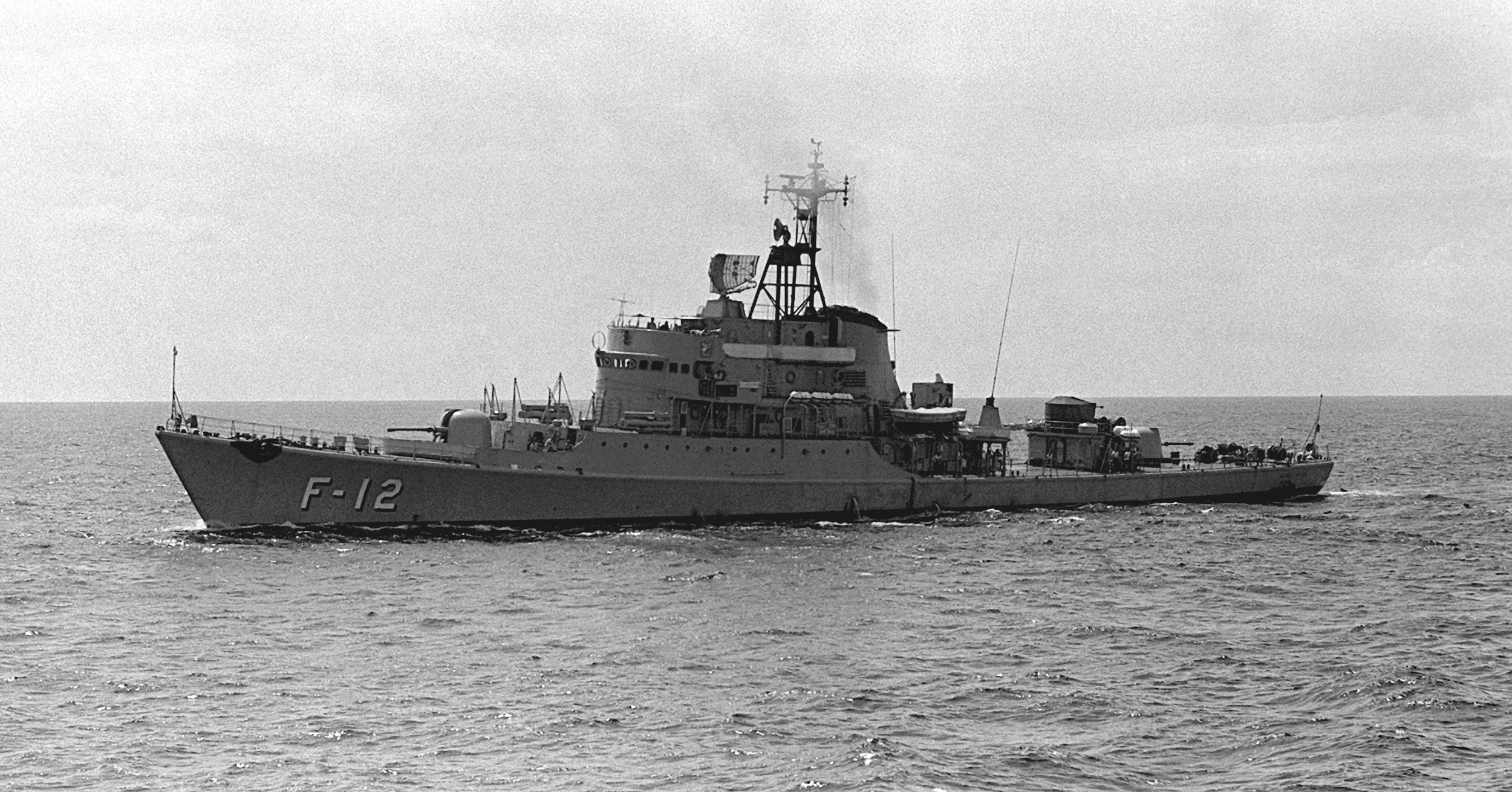
ARV „General José Trinidad Moran” po głębokiej modernizacji, 1979 rok

W latach 1968–1976 w brytyjskiej stoczni Cammell Laird przeprowadzono gruntowną modernizację kolejnych dwóch jednostek („Almirante Clemente” i „General José Trinidad Moran”): zdemontowano oba stanowiska dział kal. 102 mm, montując w ich miejscu dwie pojedyncze armaty OTO Melara kal. 76 mm L/62; usunięto też całość uzbrojenia przeciwlotniczego i torpedowego, zastąpionego przez podwójny zestaw działek kal. 40 mm Breda-Bofors L/70 i dwie potrójne wyrzutnie torped kal. 324 mm . Oba okręty otrzymały też nowe wyposażenie radioelektroniczne, na które składały się radary Decca 1226, Plessey AWS-2 i Selenia RTN-10X oraz sonar Plessey MS-26 .
W drugiej połowie lat 70. rozpoczęło się wycofywanie ze służby okrętów: w 1976 roku los ten spotkał fregatę „General José de Austria”, rok później „Almirante José García”, a rok 1978 okazał się ostatnim dla „General Juan José Flores” i „Almirante Brión”. Na pozostałych w służbie fregatach w latach 1984–1985 we Włoszech dokonano instalacji nowych jednostek napędowych: dwóch silników wysokoprężnych GMT 16-645 E7CA o łącznej mocy 6000 KM, przez co prędkość maksymalna zmalała do 22 węzłów. W marcu 1986 roku „Almirante Clemente” i „General José Trinidad Moran” zostały przekazane Straży Granicznej . Jednostki zostały wycofane ze służby w latach 2008–2009 .

### Indonezja

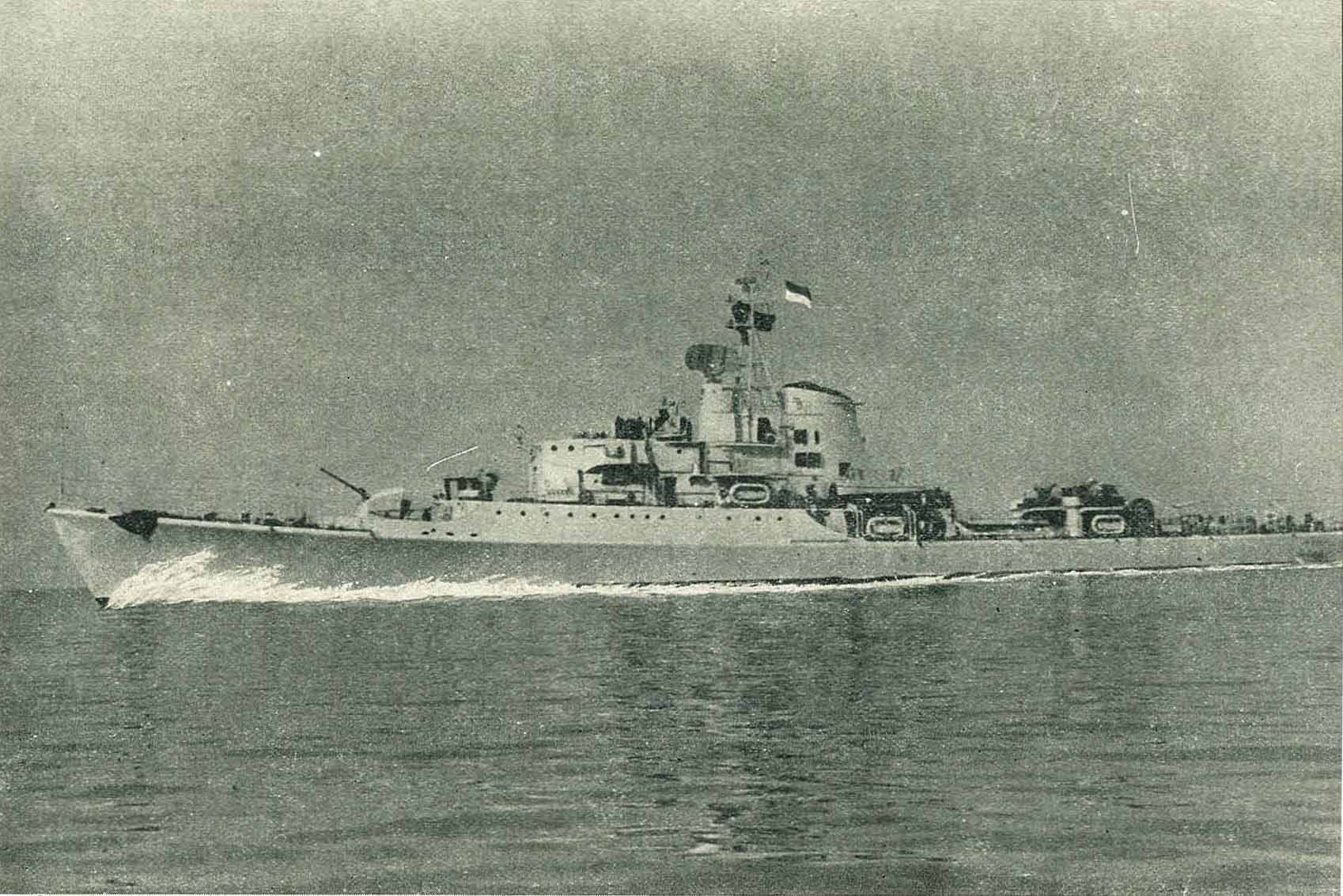
Jedna z indonezyjskich fregat

W służbie Indonezji okręty służyły pod nazwami „Iman Bondjol” (nr burtowy 250, później 355) i „Surapati” (251, później 356). Wycofano je w 1978 roku.